# Pawieł Orłow
Pawieł Aleksandrowicz Orłow (ros. Павел Александрович Орлов, ur. 1900 w Odessie, zm. 26 czerwca 1957 w Kiszyniowie) – funkcjonariusz radzieckich organów bezpieczeństwa, generał major.

## Życiorys
W 1917 skończył szkołę w Odessie, pracował jako rachmistrz w odeskich wodociągach, od maja 1919 do listopada 1920 żołnierz Armii Czerwonej, od listopada 1920 do sierpnia 1921 pomocnik naczelnika powiatowej milicji w Humaniu, potem inspektor gubernialnej milicji w Kijowie, następnie był funkcjonariuszem milicji kolejno w Borysławiu, Korsuniu, Kijowie, Berdyczowie, Czerkasach i ponownie w Kijowie, od listopada 1930 do kwietnia 1934 szef policji sądowej obwodowej milicji w Kijowie, od lipca 1930 kandydat na członka, a od sierpnia 1939 członek WKP(b). Od kwietnia 1934 do września 1940 szef wydziału policji sądowej Zarządu Milicji Robotniczo-Chłopskiej (URKM) GPU/NKWD Ukraińskiej SRR, od 8 sierpnia 1936 kapitan milicji, od września 1940 do marca 1941 szef URKM NKWD Mołdawskiej SRR, od kwietnia do czerwca 1941 zastępca ludowego komisarza spraw wewnętrznych Mołdawskiej SRR, od czerwca do listopada 1941 dowódca brygady NKWD na Frontu Południowego, 13 listopada 1941 awansowany na majora milicji. Od listopada 1941 do sierpnia 1942 dowódca dywizji NKWD na Froncie Południowym, od sierpnia 1942 do lutego 1943 zastępca dowódcy Północnej Grupy Wojsk Frontu Zakaukaskiego, od lutego 1943 do 22 marca 1944 zastępca szefa Zarządu Jeńców Wojennych i Internowanych NKWD ZSRR, 4 marca 1943 awansowany na pułkownika milicji, a 14 grudnia 1943 komisarza bezpieczeństwa państwowego. Od 23 marca 1943 do 9 lutego 1950 zastępca ludowego komisarza spraw wewnętrznych Mołdawskiej SRR, 9 lipca 1945 mianowany generałem majorem, w lutym 1951 zwolniony ze służby z powodu choroby. Od kwietnia 1951 na emeryturze w Kiszyniowie.

## Odznaczenia
- Order Lenina (21 lutego 1945)
- Order Czerwonego Sztandaru (czterokrotnie - 17 grudnia 1942, 8 marca 1944, 15 stycznia 1945 i 30 stycznia 1951)
- Order Wojny Ojczyźnianej II klasy
- Order Czerwonej Gwiazdy (5 maja 1942)
- Odznaka "Honorowy Funkcjonariusz Milicji Robotniczo-Chłopskiej (XV)" (25 kwietnia 1935)

I 4 medale.